# Enfidha

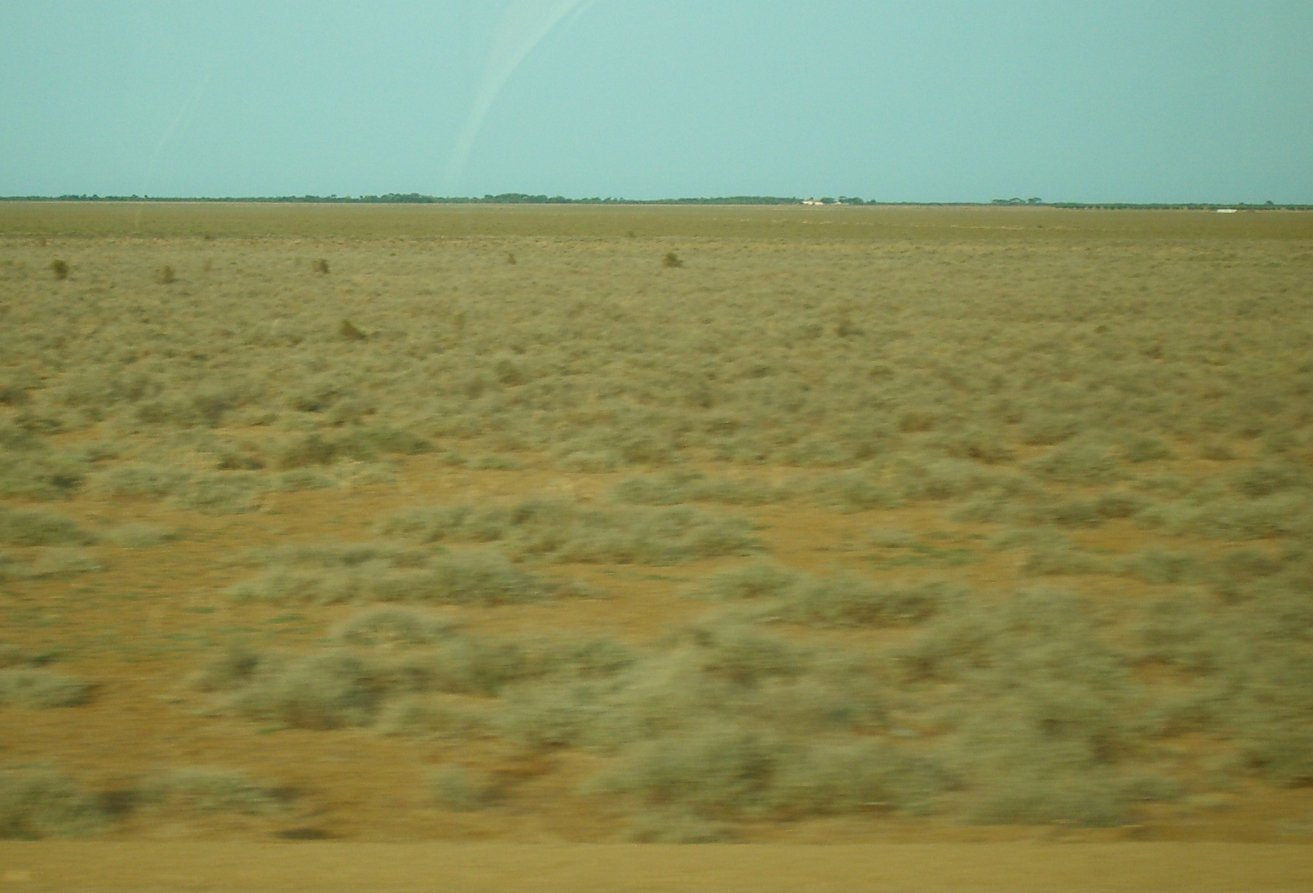
Rodalia d'Enfhida

Enfhida o Enfida (àrab: النفيضة, an-Nafīḍa), antigament Dar El Bey, és una ciutat de la governació de Sussa, situada uns 40 km al nord de Sussa i 40 km al sud d'Hammamet. La ciutat d'Enfidha té uns cinc mil habitants. És capital d'una delegació, que té 43.350 habitants (2004).

## Economia
Enfidha fa de mercat per als productes agrícoles de tota la comarca, amb un mercat els diumenges.

## Patrimoni
Hi ha un petit museu (abans església) amb mosaics trobats a la rodalia: a Uppenna, la moderna Henshir Frada, i a Sidi Abich, uns pocs quilòmetres al nord. També s'hi conserven objectes romans i romans orientals.

## Infraestructures
S'està construint en aquest lloc un aeroport internacional per donar servei a la zona turística entre cap Bon i Sussa, que està previst que obri el 2009. El port d'aigua fonda que s'hi construeix, tanmateix, ha d'estar acabat el 2008.

## Història
Antigament, fou una propietat privada dels beis. El bei la va regalar al seu gran visir Kheireddine Pasha, en agraïment per les seves gestions, quan va aconseguir que la Sublim Porta confirmés els drets familiars del bei al tron. El 1880, Kheireddine va anar a Constantinoble i va vendre el domini a una companyia privada de Marsella (1880), i el pagesos van haver de marxar-ne. Aleshores es va canviar de nom a Enfidaville i s'hi va establir una explotació agrícola moderna amb oliveres, cereals i vegetals (100.000 hectàrees), després comprada per la Société franco-africaine, que va passar a control de l'estat amb la independència.
El 1967, Uppenna fou declarada seu d'un bisbat, com ho havia estat antigament.

## Administració
És el centre de la delegació o mutamadiyya homònima, amb codi geogràfic 31 60 (ISO 3166-2:TN-12), dividida en tretze sectors o imades:
- Enfidha (31 60 51)
- El Frada (31 60 52)
- Gerimet Est (31 60 53)
- Gerimet Ouest (31 60 54)
- Chégarnia (31 60 55)
- Ouled Abdellah (31 60 56)
- Takrouna (31 60 57)
- Menzel Fateh (31 60 58)
- El Garci (31 60 59)
- Aïn Medhaker (31 60 60)
- Hicher (31 60 61)
- Menzel Dar Belouar (31 60 62)
- Mrabet Hached (31 60 63)

Al mateix temps, forma una municipalitat o baladiyya (codi geogràfic 31 20).